# Fünf Freunde 4
Fünf Freunde 4 ist ein deutscher Spielfilm, der am 29. Januar 2015 in den Kinos startete. Als Drehbuchvorlage diente die Kinderbuchserie Fünf Freunde von Enid Blyton. Nach Fünf Freunde 2 und Fünf Freunde 3 ist der Film die dritte Fortsetzung zu Fünf Freunde aus dem Jahr 2012. Der Film wurde von Juni bis August 2014 in Tunis und Marokko, Bayern und in Schleswig-Holstein gedreht.

## Handlung
Bernhard, der Vater von Julian, Dick und Anne organisiert eine Ausstellung zum alten Ägypten. Dabei entdecken die Freunde George, Julian, Dick, Anne und Timmi nach einem versuchten Einbruch ein altes Goldamulett. So fliegen sie mit Elena, einer Kollegin des Vaters, nach Kairo. In Kairo gerät der Vater der drei in eine Falle und wird danach des Diebstahls beschuldigt. Bis zur Gerichtsverhandlung kommt er ins Gefängnis. Die Fünf versuchen, Bernhards Unschuld zu beweisen und nehmen sich Auni, einen jugendlichen Taschendieb, zu Hilfe. Gemeinsam können sie Bernhards Unschuld beweisen und ihn befreien.

## Rezeption
kino.de urteilte, durch die reiferen Darsteller würden die „Probleme und zwischenmenschlichen Beziehungen etwas erwachsener“ ausfallen als in den Vorgängerfilmen. Gleichbleibend seien jedoch „der Spaß am Erzählen“ und an „exotischen Schauplätzen“ sowie „wohl dosierte Actionmomente“ geblieben.
TV Spielfilm attestierte dem Film, dass er „extrem aufregend“ und „nichts für schwache Nerven“ sei. Vor allem das Finale in der Sahara sei „an Dramatik kaum zu überbieten“. Die Spannung würde in „einigen Szenen bis an die Grenze des Erträglichen“ ausgereizt, das Abenteuer „klingt nicht nur wie ein Roman von Dan Brown“, es sei „auch genau so spannend“.